# Communauté de communes de la Casinca
La communauté de communes de la Casinca est une ancienne communauté de communes française, située dans le département de la Haute-Corse et la région Corse.

## Composition
Elle était composée des communes suivantes :
- Toutes celles du canton de Casinca-Fiumalto

| Nom                   | Code Insee | Gentilé      | Superficie (km2) | Population (dernière pop. légale) | Densité (hab./km2) |
| --------------------- | ---------- | ------------ | ---------------- | --------------------------------- | ------------------ |
| Vescovato (siège)     | 2B346      | Vescovatais  | 17,52            | 2 647 (2014)                      | 151                |
| Castellare-di-Casinca | 2B077      |              | 8,88             | 601 (2014)                        | 68                 |
| Loreto-di-Casinca     | 2B145      | L'Ordacci    | 8,10             | 216 (2014)                        | 27                 |
| Penta-di-Casinca      | 2B207      | Pentolais    | 18,53            | 3 328 (2014)                      | 180                |
| Porri                 | 2B245      | Porrinchi    | 4,50             | 55 (2014)                         | 12                 |
| Sorbo-Ocagnano        | 2B286      | Sorbais      | 10,63            | 798 (2014)                        | 75                 |
| Venzolasca            | 2B343      | Venzolascais | 16,15            | 1 734 (2014)                      | 107                |

## Compétences
- Aménagement de l'espace - Prise en considération d'un programme d'aménagement d'ensemble et détermination des secteurs d'aménagement au sens du code de l'urbanisme (à titre facultatif)
- Autres
  - Création et gestion d'un portail (site internet) d'information sur la Casinca (à titre facultatif)
  - Étude et mise en place de solutions d'accès à l'internet haut-débit sur tout le territoire de la Casinca (à titre facultatif)
- Développement et aménagement économique
  - Action de développement économique (Soutien des activités industrielles, commerciales ou de l'emploi, soutien des activités agricoles et forestières...) (à titre obligatoire)
  - Création, aménagement, entretien et gestion de zone d'activités industrielle, commerciale, tertiaire, artisanale ou touristique (à titre obligatoire)
  - Tourisme (à titre obligatoire)
- Développement et aménagement social et culturel
  - Activités périscolaires (à titre facultatif)
  - Activités sportives (à titre facultatif)
  - Construction ou aménagement, entretien, gestion d'équipements ou d'établissements culturels, socioculturels, socioéducatifs, sportifs (à titre optionnel)
- Environnement
  - Traitement des déchets des ménages et déchets assimilés (à titre optionnel)
  - Assainissements collectif et non collectif (à titre facultatif)
- Logement et habitat - Opération programmée d'amélioration de l'habitat (OPAH) (à titre optionnel)
- Sanitaires et social - Aide sociale (à titre optionnel)

## Historique
- 17 septembre 2002 : création de la communauté de communes
- 1er février 2005 : définition de l'intérêt communautaire
- 1er janvier 2017 : fusion avec la communauté de communes d'Orezza-Ampugnani et six communes issues de la communauté de communes du Casaccóni È Gólu Suttanu pour former la communauté de communes de la Castagniccia-Casinca.

## Sources
- Le splaf - (Site sur la Population et les Limites Administratives de la France)
- La base aspic de la Haute-Corse - (Accès des Services Publics aux Informations sur les Collectivités)